# توسا
طُزْعَة أو (نقحرة: توسا) (بالإيطالية: Tusa)‏ هي بلدية في مقاطعة مسينة في صقلية الإيطالية.

## السكان
في سنة 1861 بلغ عدد السكان 4٬100 نسمة، وتطور العدد ليصل في سنة 2011 لـ 3٬051 نسمة.
يظهر هذا المخطط البياني تطور النمو السكاني لـ توسا